# Liste der Biografien/Vel
Liste der Biografien |
Portal Biografien |
Personensuche
# |
A |
B |
C |
D |
E |
F |
G |
H |
I |
J |
K |
L |
M |
N |
O |
P |
Q |
R |
S |
T |
U |
V |
W |
X |
Y |
Z |
?
 
Va |
Vd |
Ve |
Vh |
Vi |
Vj |
Vl |
Vn |
Vo |
Vr |
Vs |
Vt |
Vu |
Vy
 
Vea |
Veb |
Vec |
Ved |
Vee |
Veg |
Veh |
Vei |
Vej |
Vek |
Vel |
Vem |
Ven |
Veo |
Veq |
Ver |
Ves |
Vet |
Veu |
Vev |
Vex |
Vey |
Vez
Die Liste der Biografien führt alle Personen auf, die in der deutschsprachigen Wikipedia einen Artikel haben. Dieses ist eine Teilliste mit 564 Einträgen von Personen, deren Namen mit den Buchstaben „Vel“ beginnt.

## Vel

### Vela
- Vela Chiriboga, Raúl Eduardo (1934–2020), ecuadorianischer Geistlicher und römisch-katholischer Erzbischof von Quito, Kardinal der römisch-katholischen Kirche
- Vela López, Ester (* 1972), spanische Pianistin
- Vela López, Eulàlia (* 1970), spanische Pianistin
- Vela Rubio, Ana (1901–2017), spanische Altersrekordlerin
- Vela, Alejandro (* 1984), mexikanischer Fußballspieler
- Vela, Antonio (1872–1950), spanischer Ruderer
- Vela, Carlos (* 1989), mexikanischer FußballspielerCarlos Vela (* 1989)

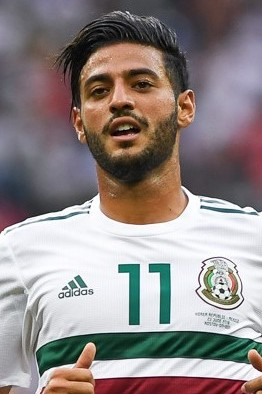
Carlos Vela (* 1989)

- Vela, Filemon junior (* 1963), US-amerikanischer Politiker
- Vela, José (1922–2004), mexikanischer Fußballspieler
- Vela, María del Carmen Maroto (* 1938), spanische Medizinerin, Mikrobiologin und Hochschullehrerin
- Vela, Vincenzo (1820–1891), Schweizer Bildhauer
- Vela-Dragoni, Sabina (1822–1892), Ehefrau des Bildhauers Vincenzo Vela
- Velador, Luis (* 1964), mexikanisch-amerikanischer Pokerspieler
- Velagic, Almir (* 1981), deutscher Gewichtheber
- Velagic, Azur (* 1991), deutscher Fußballspieler
- Velaj, Furtuna (* 1990), albanische Fußballspielerin
- Velan, Yves (1925–2017), Schweizer Schriftsteller
- Velanas, Odysseus (* 1998), niederländischer Fußballspieler griechischer Herkunft
- Veland, Morten (* 1977), norwegischer Musiker
- Velander, Edy (1894–1961), schwedischer Elektrotechniker
- Velander, Meta (1924–2025), schwedische Schauspielerin
- Velaphi, Tando (* 1987), australischer Fußballspieler
- Velarde, Efraín (* 1986), mexikanischer Fußballspieler
- Velarde, Hugo (* 1958), bolivianisch-deutscher Philosoph, Autor, Publizist, Übersetzer und Verleger
- Velarde, Juan (* 1974), spanischer Kunstflugpilot
- Velarde, Mario (1940–1997), mexikanischer Fußballspieler
- Velardi, Luciano (* 1981), deutscher Fußballspieler
- Velasco Alvarado, Juan (1910–1977), peruanischer Politiker, Militärherrscher Perus (1968–1975)Juan Velasco Alvarado (1910–1977)

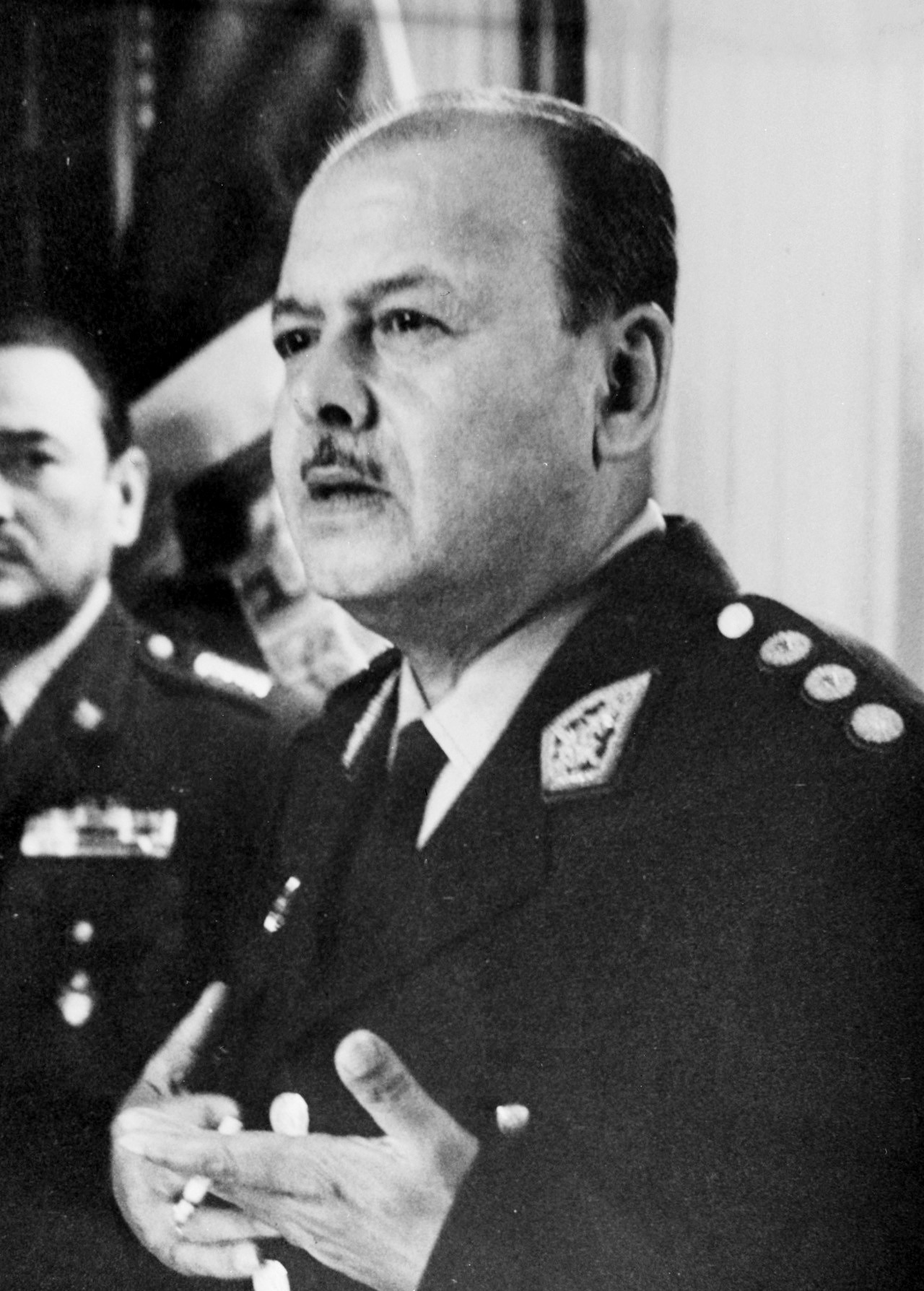
Juan Velasco Alvarado (1910–1977)

- Velasco Carballo, Carlos (* 1971), spanischer Fußballschiedsrichter
- Velasco Damas, Juan (* 1977), spanischer Fußballspieler
- Velasco Encinas, Miguel Ángel (* 1984), spanischer Handballspieler und Handballtrainer
- Velasco Franco, José Miguel de (1795–1859), bolivianischer General und Politiker
- Velasco García, Antonio Ignacio (1929–2003), venezolanischer Kardinal und Erzbischof der Erzdiözese Caracas
- Velasco Gómez, José María (1840–1912), mexikanischer Maler
- Velasco Ibarra, José María (1893–1979), ecuadorianischer Politiker, Staatspräsident Ecuadors
- Velasco Maidana, José María († 1989), bolivianischer Komponist und Regisseur
- Velasco Velásquez, Graf von Pamplona
- Velasco y Castilla, Luis de (1539–1617), Vizekönig von Mexiko, Vizekönig von Peru
- Velasco y Peña, José Amador (1856–1949), mexikanischer Geistlicher, römisch-katholischer Bischof von Colima
- Velasco y Velasco, Luis de, spanischer General in den Habsburgischen Niederlanden
- Velasco, Alan (* 2002), argentinischer Fußballspieler
- Velasco, Alonso de († 1649), spanischer Botschafter im Vereinigten Königreich
- Velasco, Andrea (* 1997), salvadorianische Stabhochspringerin
- Velasco, Concha (1939–2023), spanische Schauspielerin, Sängerin, Tänzerin, Musikerin und FernsehmoderatorinConcha Velasco (1939–2023)

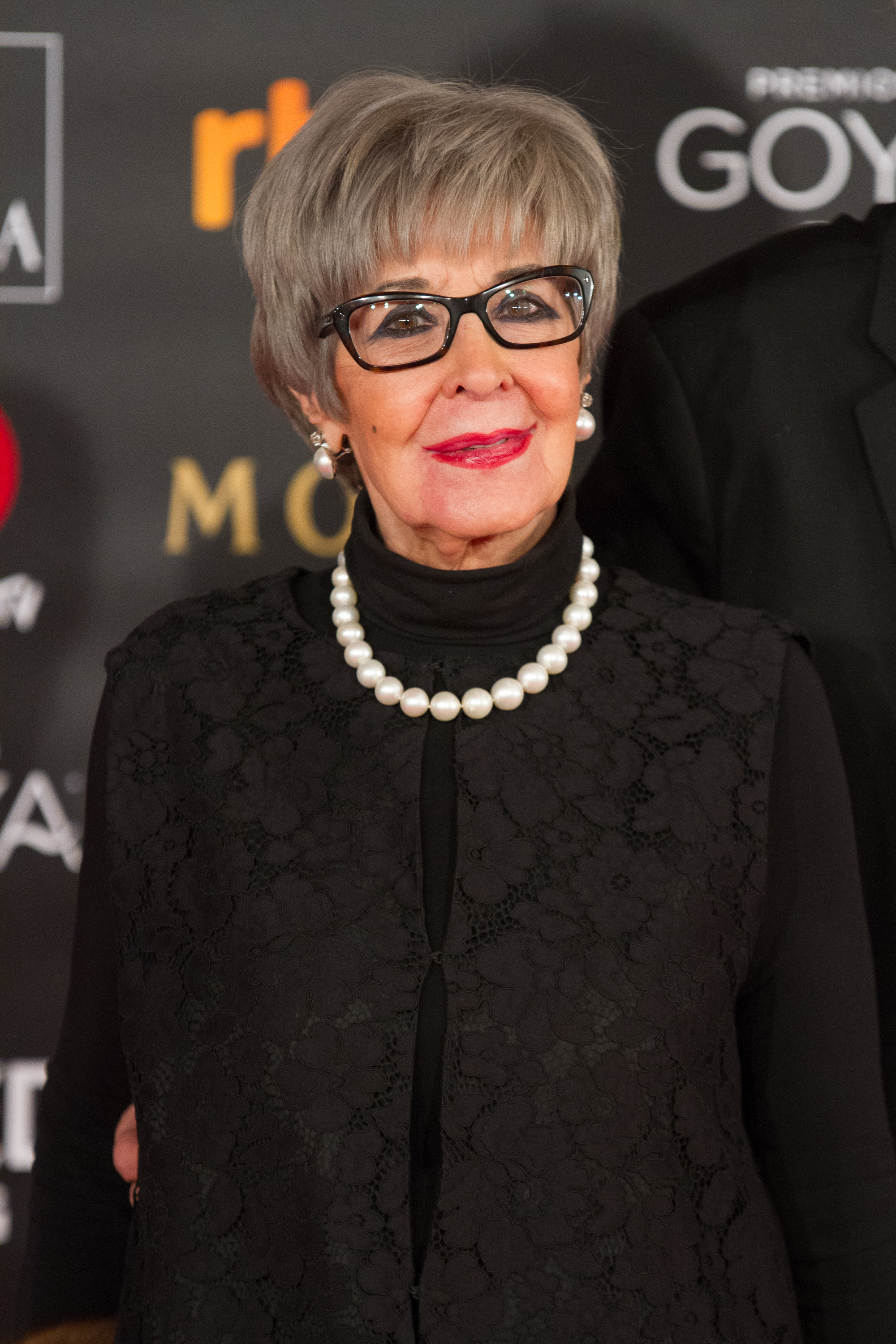
Concha Velasco (1939–2023)

- Velasco, Giuseppe (1750–1827), italienischer Maler
- Velasco, Iván (* 1980), spanischer Radrennfahrer
- Velasco, Juan de (1727–1792), spanischer Ordensgeistlicher
- Velasco, Julio (* 1952), argentinischer Volleyballtrainer
- Velasco, Luis de (1511–1564), zweiter Vizekönig von Mexiko
- Velasco, Mansueto (* 1974), philippinischer Boxer
- Velasco, Manuela (* 1975), spanische Schauspielerin und Synchronsprecherin
- Velasco, Miguel Ángel (1963–2010), spanischer Schriftsteller
- Velasco, Moisés (* 1989), mexikanischer Fußballspieler
- Velasco, Pedro (1937–2023), US-amerikanischer Volleyballspieler
- Velasco, Raúl (1933–2006), mexikanischer Fernsehmoderator und -produzent
- Velasco, Robin (* 2002), deutscher Fußballspieler
- Velasco, Roel (* 1972), philippinischer Boxer
- Velasco, Sergio (* 1943), chilenischer Fußballspieler
- Velasco, Simone (* 1995), italienischer RadrennfahrerSimone Velasco (* 1995)

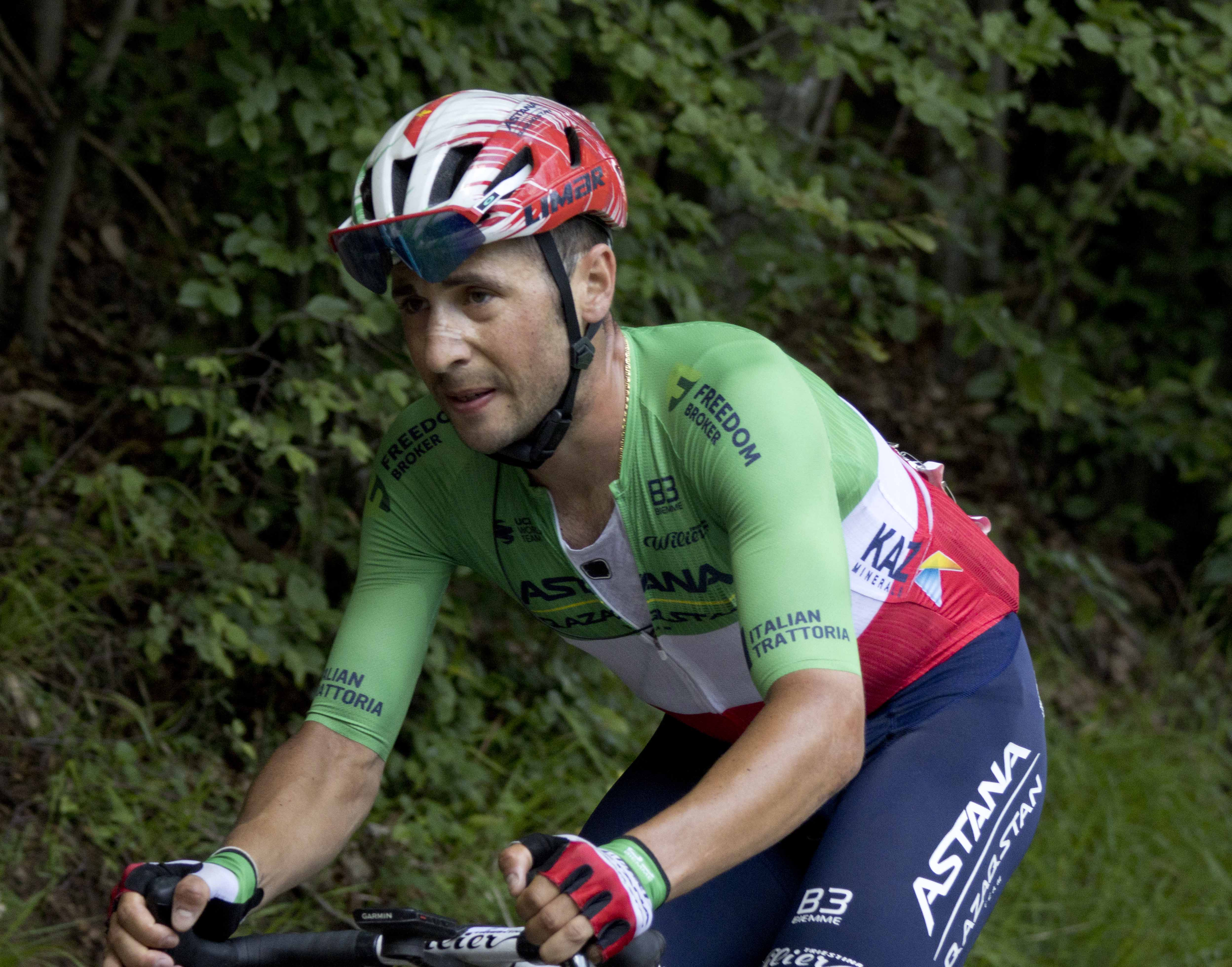
Simone Velasco (* 1995)

- Velasco, Stefanie de (* 1978), deutsche Schriftstellerin
- Velasco, Vi (* 1939), US-amerikanische Soul- und Bossa Nova-Sängerin mit philippinischen Wurzeln
- Velasco, Victoria (* 2002), mexikanische Radrennfahrerin
- Velasco-Shaw, Ariel, philippinisch-US-amerikanischer Visual-Effects-Techniker
- Velasierra, Mauricio, kolumbianischer Fusion- und Weltmusiker (Quena, andere Flöten, Komposition)
- Velásquez Hernández, Jenrry Johel (* 1977), honduranischer römisch-katholischer Geistlicher, Bischof von La Ceiba
- Velásquez Lotero, Hernando (1926–2004), kolumbianischer römisch-katholischer Geistlicher, Bischof von Facatativá
- Velásquez Quesquén, Javier (* 1960), peruanischer Politiker
- Velásquez Tarazona, José Eduardo (* 1947), peruanischer Geistlicher, emeritierter römisch-katholischer Bischof von Huaraz
- Velasquez, Cain (* 1982), US-amerikanischer Kampfsportler
- Velasquez, Carmen (1913–1994), philippinische Parasitologin
- Velásquez, David (* 1989), honduranischer Fußballspieler
- Velásquez, Esteban (* 1990), venezolanischer Schauspieler und Sänger
- Velásquez, Guillermo (1934–2017), kolumbianischer Fußballschiedsrichter
- Velásquez, Ignacio (* 1998), chilenischer Langstreckenläufer
- Velásquez, Jhon Jairo (1962–2020), kolumbianischer AuftragsmörderJhon Jairo Velásquez (1962–2020)

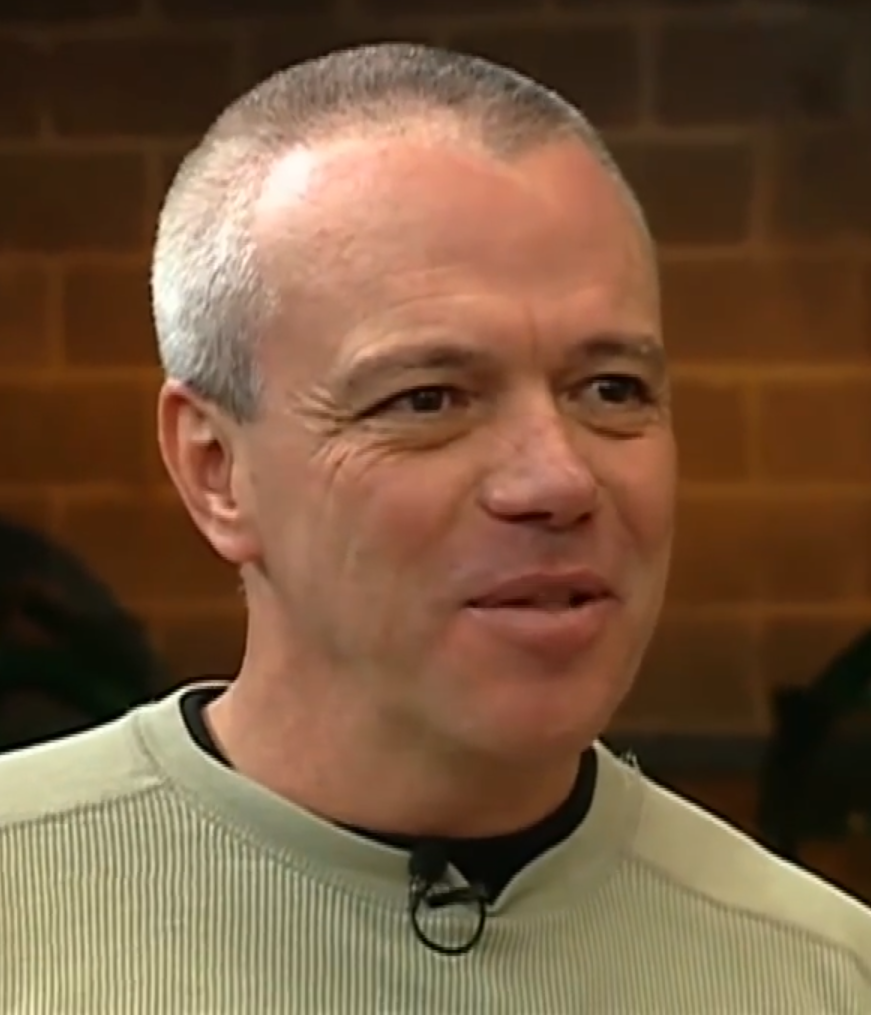
Jhon Jairo Velásquez (1962–2020)

- Velásquez, José (* 1952), peruanischer Fußballspieler
- Velásquez, José Francisco der Ältere († 1805), venezolanischer Komponist
- Velásquez, José Francisco der Jüngere (1781–1822), venezolanischer Komponist
- Velásquez, José Julián (* 1970), kolumbianischer Radrennfahrer und Sportlicher Leiter
- Velásquez, Joselito (* 1993), mexikanischer Boxer im Fliegengewicht
- Velásquez, Lizzie (* 1989), US-amerikanische Motivationsrednerin, Aktivistin, Autorin und YoutuberinLizzie Velásquez (* 1989)

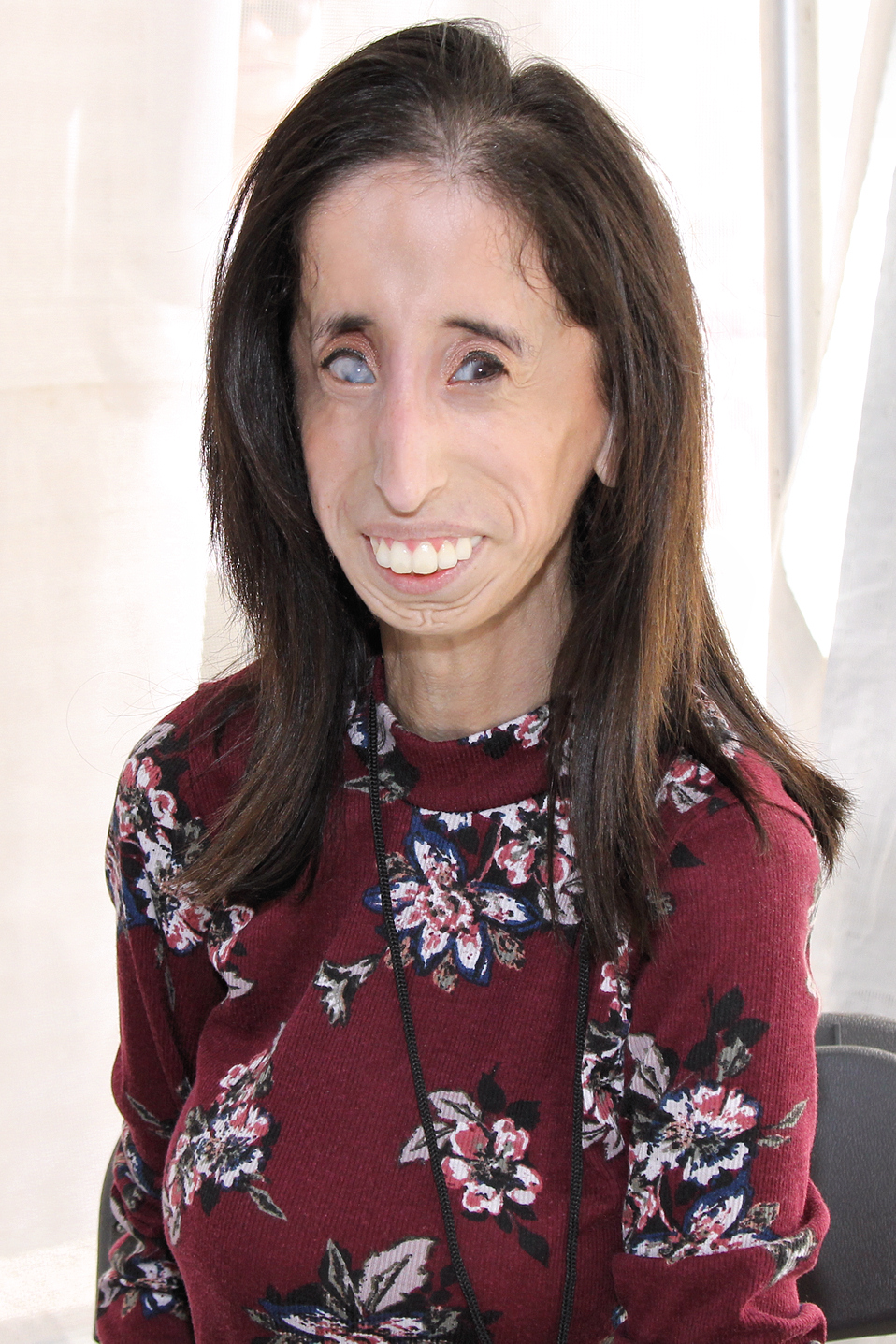
Lizzie Velásquez (* 1989)

- Velásquez, Luis (1919–1997), guatemaltekischer Langstreckenläufer
- Velásquez, Marcos (* 1987), chilenischer Fußballspieler
- Velásquez, Nery (* 1980), guatemaltekischer Radrennfahrer
- Velásquez, Oriánica (* 1989), kolumbianische Fußballspielerin
- Velásquez, Patricia (* 1971), venezolanische Schauspielerin und Fotomodell
- Velásquez, Rafael (1930–2009), venezolanischer Trompeter und Flügelhornist
- Velásquez, Ramón José (1916–2014), venezolanischer Politiker, Jurist und Historiker
- Velasquez, Regine (* 1970), philippinische Sängerin
- Velasquez, Roger (* 1943), französischer Sprinter
- Velásquez, Ronny (* 1951), venezolanischer Anthropologe, Forscher und Herausgeber
- Velásquez, Wilmer (* 1972), honduranischer Fußballspieler
- Velásquez, Yuly, kolumbianische Fischerin und Umweltaktivistin
- Velastegui, Anita (* 1942), ecuadorianische Zahnärztin und Offizierin
- Velat, Carles (1946–2016), spanischer Synchronsprecher, Bühnen- und Filmschauspieler
- Velayati, Ali Akbar (* 1945), iranischer Politiker
- Velayos, Javier (* 1987), spanischer Fußballspieler
- Velazco, Arturo (* 1964), amerikanischer (Hallen-)Fußballspieler
- Velazco, Davisleydi (* 1999), kubanische Dreispringerin
- Velazco, Héctor (* 1973), argentinischer Boxer
- Velazco, Paúl M., peruanischer Mammaloge und Paläomammaloge
- Velázquez de Cuéllar, Diego (1465–1524), spanischer Eroberer
- Velázquez de la Cadena, Mariano (1778–1860), US-amerikanischer Romanist und Hispanist mexikanischer Herkunft
- Velázquez de León, Juan († 1520), spanischer Konquistador
- Velázquez de Velasco, Luis José (1722–1772), spanischer Historiker, Altertumswissenschaftler, Romanist und Hispanist
- Velázquez Garay, Jesús Humberto (1940–2013), mexikanischer Geistlicher, römisch-katholischer Bischof
- Velázquez Moreno, Héctor (1922–2006), mexikanischer Architekt
- Velázquez, Alberto (* 1934), uruguayischer Radrennfahrer
- Velázquez, Athuel (* 1900), uruguayischer Fußballtrainer
- Velázquez, Consuelo († 2005), mexikanische Komponistin
- Velazquez, David „Big Sleeps“, Tattoo-Artist
- Velázquez, Diego († 1660), spanischer MalerDiego Velázquez († 1660)

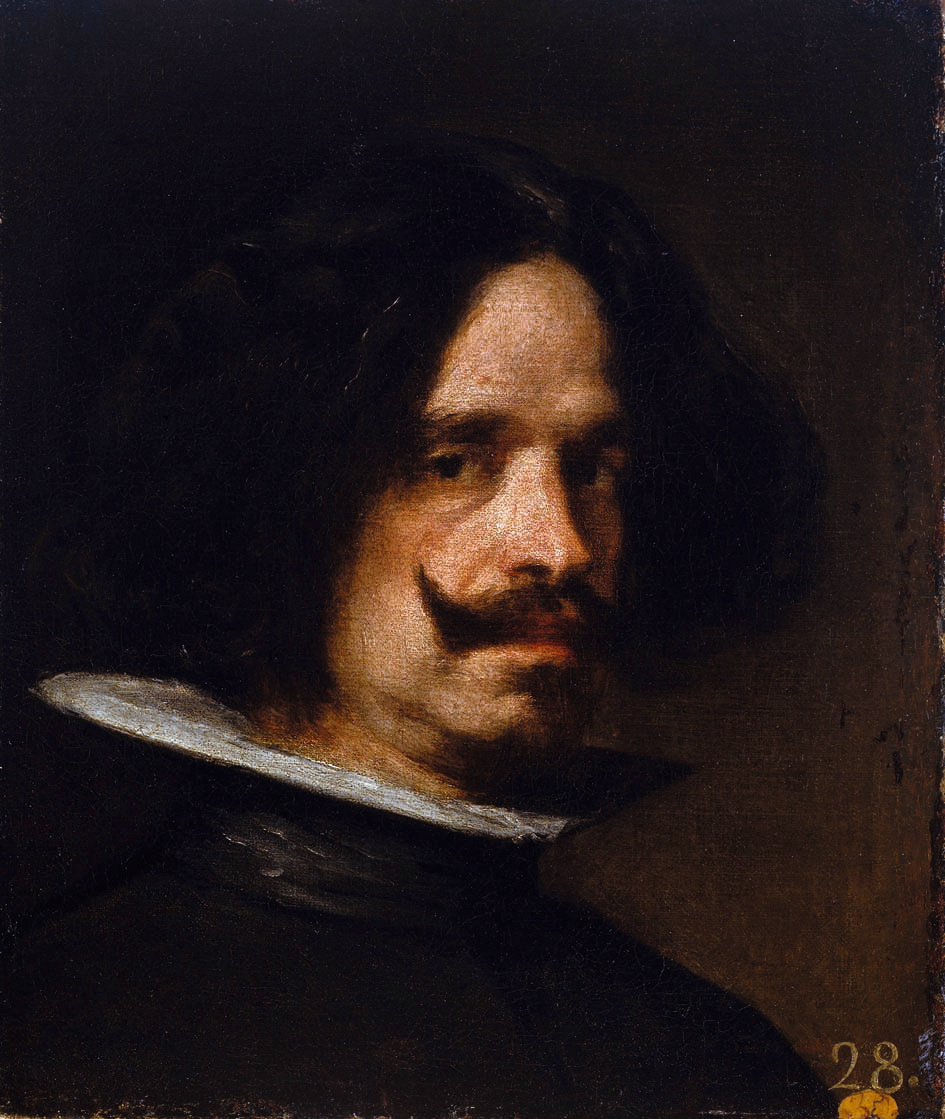
Diego Velázquez († 1660)

- Velazquez, Diego (* 2001), US-amerikanischer Kinderdarsteller salvadorianischer Herkunft
- Velázquez, Emiliano (* 1994), uruguayischer Fußballspieler
- Velázquez, Federico (* 1986), uruguayischer Fußballspieler
- Velázquez, Fernando (* 1976), spanischer Komponist
- Velázquez, Guadalupe (1923–1959), mexikanischer Fußballspieler auf der Position des Stürmers
- Velázquez, Ignacio (* 1994), uruguayischer Fußballspieler
- Velazquez, Jamila (* 1995), US-amerikanische Schauspielerin, Synchronsprecherin und Sängerin
- Velázquez, Jonathan (* 1995), uruguayischer Fußballspieler
- Velázquez, José Manuel (* 1990), venezolanischer Fußballspieler
- Velázquez, Leonardo (1935–2004), mexikanischer Komponist und Dirigent
- Velázquez, Manuel (1943–2016), spanischer Fußballspieler
- Velázquez, Matías (* 1992), uruguayischer Fußballspieler
- Velázquez, Miguel (* 1944), spanischer Boxer im Halbweltergewicht
- Velázquez, Miguel Ángel († 1950), mexikanischer Fußballspieler
- Velazquez, Nadine (* 1978), US-amerikanische SchauspielerinNadine Velazquez (* 1978)

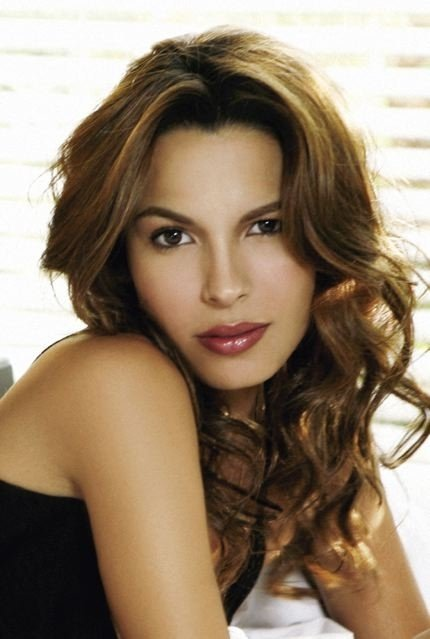
Nadine Velazquez (* 1978)

- Velázquez, Nydia (* 1953), US-amerikanische Politikerin der Demokratischen Partei und Hochschullehrerin
- Velázquez, Pablo (* 1987), paraguayischer Fußballspieler
- Velázquez, Pedro (* 1948), mexikanischer Fußballspieler
- Velázquez, Pilar (* 1946), spanische Schauspielerin
- Velázquez, Zacarías González (1763–1834), spanischer Maler

### Velb
- Velbrück, Franz Karl von (1719–1784), Bischof von Lüttich

### Velc
- Velčić, Alen (* 1970), deutscher Basketballspieler
- Velcoff, Alexander (1916–1990), US-amerikanischer Filmtechniker und Kostümbildner

### Veld
- Veld von Willich, Quirin op dem († 1537), Weihbischof in Köln
- Veld, Sophie in ’t (* 1963), niederländische Politikerin (D66, Volt), MdEP
- Velďáková, Dana (* 1981), slowakische Leichtathletin
- Velďáková, Jana (* 1981), slowakische Weitspringerin
- Velde, Adriaen van de (1636–1672), niederländischer Maler und Radierer
- Velde, Bernice van de (* 1991), niederländische Tennisspielerin
- Velde, Bram van (1895–1981), niederländischer Maler
- Velde, Carl Franz van der (1779–1824), deutscher Stadtrichter und Autor von historischen Romanen
- Velde, Charles van de (1818–1898), niederländischer Marineoffizier, Kartograf und Rot-Kreuz-Delegierter
- Velde, Cornelius van den (1670–1731), deutscher Rechtswissenschaftler und Hochschullehrer
- Velde, Esaias van de († 1630), holländischer Maler, Zeichner und Radierer
- Velde, Florenz von dem (1643–1714), Abt von Corvey
- Velde, Geer van (1898–1977), niederländischer Maler
- Velde, Gerard van (* 1971), niederländischer Eisschnellläufer
- Velde, Harold Himmel (1910–1985), US-amerikanischer Politiker
- Velde, Heinrich (1827–1905), deutscher Architekt und Baubeamter
- Velde, Herman te (1932–2019), niederländischer Ägyptologe und Religionshistoriker
- Velde, Jacob van den (1676–1737), deutscher Mediziner und Hochschullehrer
- Velde, James Oliver Van de (1795–1855), flämischstämmiger römisch-katholischer Geistlicher in den Vereinigten Staaten
- Velde, Jan Hendrik op den (1901–1944), niederländischer Funktechniker und Widerstandskämpfer
- Velde, Jan van de I († 1623), niederländischer Maler und Kalligraph
- Velde, Jan van de II (1593–1641), niederländischer Maler und Kupferstecher
- Velde, Johan van der (* 1956), niederländischer Radrennfahrer
- Velde, Jurjen van der (* 2002), niederländischer Dartspieler
- Velde, Kim van de (* 1992), deutsche Volleyball- und BeachvolleyballspielerinKim van de Velde (* 1992)

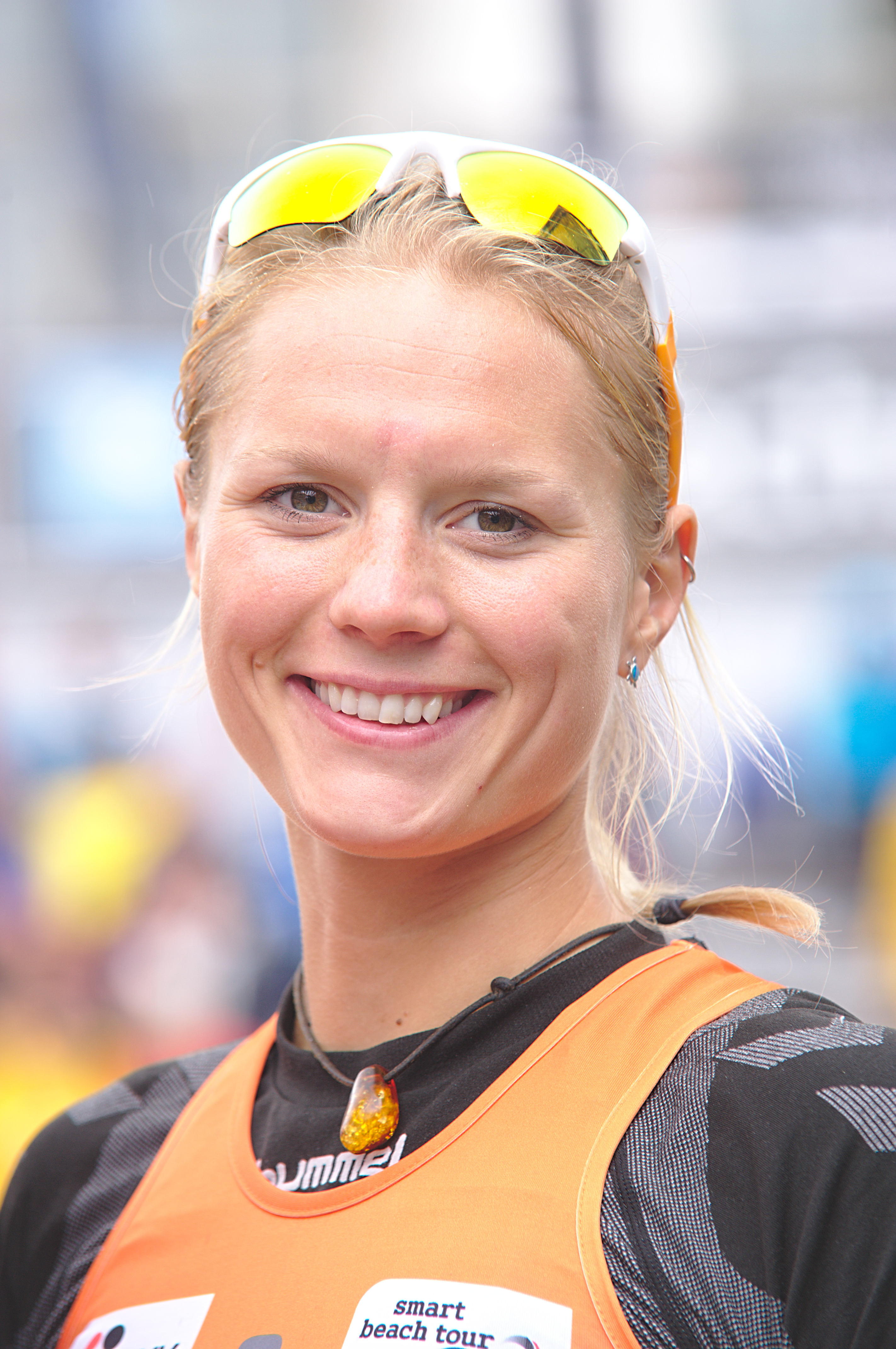
Kim van de Velde (* 1992)

- Velde, Paulus van dem († 1529), deutscher Jurist und Ratssekretär der Hansestadt Lübeck
- Velde, Ricardo van der (* 1987), niederländischer Cyclocross- und Straßenradrennfahrer
- Velde, Riemer van der (* 1940), niederländischer Unternehmer, Fußballfunktionär und -spieler
- Velde, Rutger ten (* 1997), niederländischer Handballspieler
- Velde, Steven van de (* 1994), niederländischer Beachvolleyballspieler
- Velde, Theodoor Hendrik van de (1873–1937), holländischer Sexualforscher; Arzt; Gynäkologe
- Velde, Tim Van de (* 2000), belgischer Leichtathlet
- Velde, Tim van der (* 1996), deutscher Basketballspieler
- Velde, Willem van de, der Ältere († 1693), holländischer Maler
- Velde, Willem van de, der Jüngere († 1707), holländischer Maler
- Velde, Yannick van de (* 1989), niederländischer Schauspieler
- Velden, Arie van der (1881–1967), niederländischer Segler
- Velden, Dax van de (* 1992), niederländischer Eishockeyspieler
- Velden, Dora van (1909–1997), niederländische Lehrerin, Historikerin und Kuratorin
- Velden, Johannes Joseph van der (1891–1954), katholischer Bischof von Aachen
- Velden, Nick van der (* 1981), niederländischer Fußballspieler
- Velden, Niek van der (* 2000), niederländischer Snowboarder
- Velden, Petrus van der (1837–1913), niederländischer Maler und Lithograf, in Neuseeland und Australien (ab 1890)
- Velden, Piet van der (1899–1975), niederländischer Wasserballspieler
- Velden, Reinhard von den (1880–1941), deutscher Internist
- Veldener, Johann, Buchdrucker in Flandern
- Veldenz, Johann von († 1434), Graf von Veldenz, Abt des Klosters Weißenburg (Elsass)
- Velder, Susan (* 1939), kanadische Bildhauerin und Malerin
- Veldheer, Mick (* 1996), niederländischer Tennisspieler
- Veldhoen, Cor (1939–2005), niederländischer Fußballspieler
- Veldhoven, Jos van (* 1952), niederländischer Dirigent
- Veldhoven, Stientje van (* 1973), niederländische Politikerin (D66)
- Veldhues, Elisabeth (1949–2020), deutsche Politikerin (SPD), MdL
- Veldhuijzen van Zanten, Marlies (* 1953), niederländische Politikerin
- Veldhuijzen, Johannes Hendrik (1831–1910), niederländischer Porträt- und Genremaler sowie Lithograf
- Veldhuis, Jacob Ter (* 1951), niederländischer zeitgenössischer Komponist
- Veldhuis, Lex (* 1983), niederländischer Pokerspieler, -kommentator und Streamer
- Veldhuis, Marleen (* 1979), niederländische Schwimmerin
- Veldhuis, Martine (* 1996), niederländische Ruderin
- Veldhuizen, Marjan (* 1967), niederländische Fußballspielerin
- Veldhuyzen van Zanten, Jacob (1927–1977), niederländischer Flugkapitän und Fluglehrer
- Veldhuyzen, Diederik van († 1716), Präsident der Staaten von Utrecht
- Veldkamp, Anna Wilhelmine Catharina (1865–1944), Besitzerin eines Cafés auf dem Hamburger Dom
- Veldkamp, Bart (* 1967), niederländischer und belgischer Eisschnellläufer
- Veldkamp, Caspar (* 1964), niederländischer Politiker und DiplomatCaspar Veldkamp (* 1964)

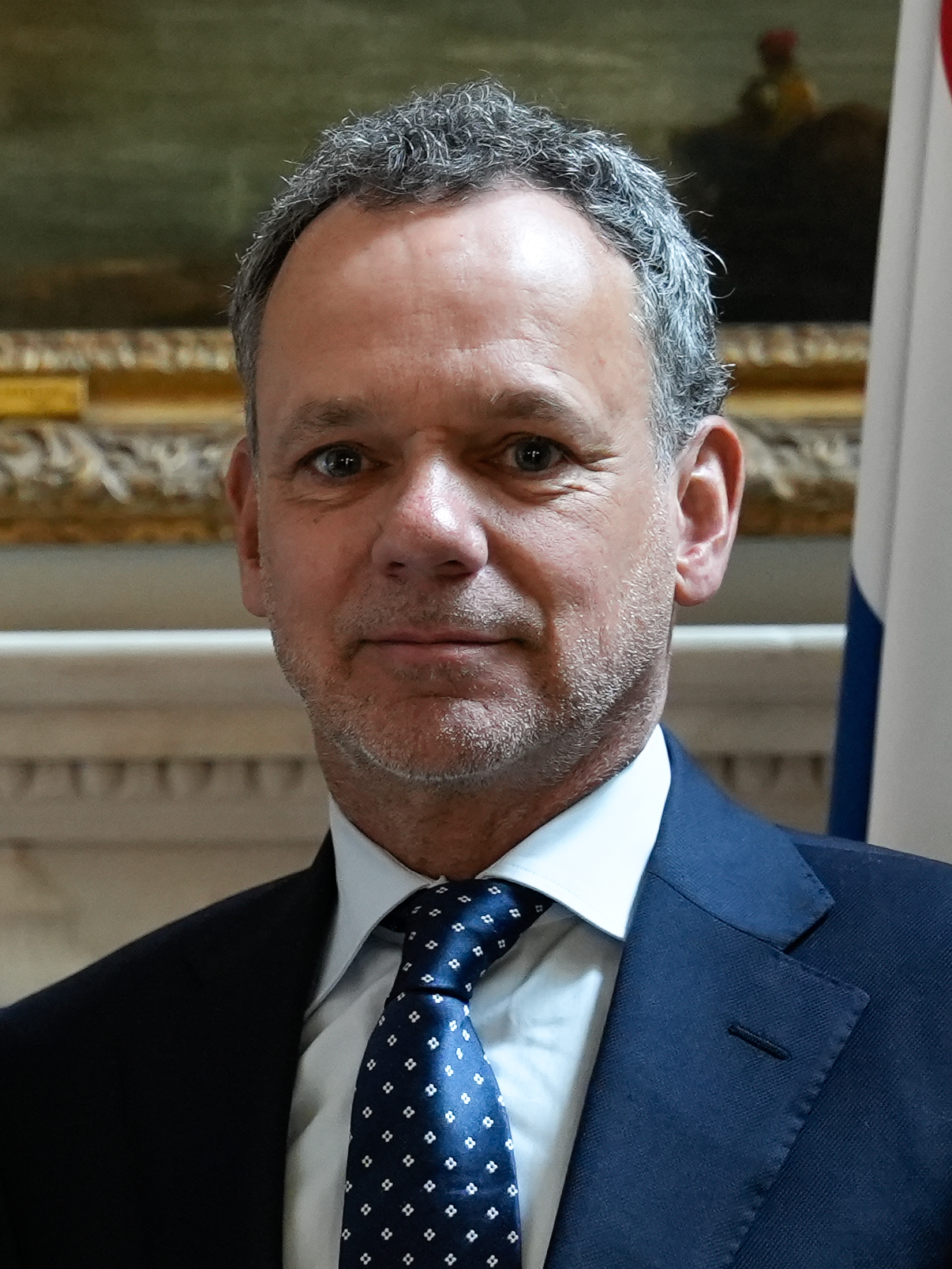
Caspar Veldkamp (* 1964)

- Veldkamp, Gerard (1921–1990), niederländischer Politiker
- Veldkamp, Tjibbe (* 1962), niederländischer Kinderbuchautor
- Veldman, Eddy (* 1951), niederländischer Jazzmusiker (Schlagzeug, Vibraphon)
- Veldman, John (* 1968), niederländisch-surinamischer Fußballspieler
- Veldman, Wybo (* 1946), neuseeländischer Ruderer
- Veldner, Guta, deutsche Stifterin
- Veldre, Erik (1932–2023), deutscher Schauspieler
- Veldscholten, Gerard (* 1959), niederländischer Radrennfahrer
- Veldt, Lau (* 1953), niederländischer Bahnradsportler
- Veldt, Tim (* 1984), niederländischer Radrennfahrer
- Veldten, Georg Friedrich (1730–1801), russisch-deutscher Architekt; Hofarchitekt der russischen Kaiserin Katharina die Große
- Veldtkirch, Rose (1891–1971), deutsche Schauspielerin
- Veldtmann, Otto Georg (1685–1746), niederländischer Generalmajor
- Veldwijk, Lars (* 1991), niederländisch-südafrikanischer Fußballspieler

### Vele
- Veleba, Jan (* 1986), tschechischer Sprinter
- Veleba, Josef (1914–1997), österreichischer Hornist
- Velebný, Karel (1931–1989), tschechischer Musikpädagoge und Jazzmusiker
- Velebný, Ľuboš (* 1982), deutsch-slowakischer Eishockeyspieler
- Velecký, Dominik (* 2002), tschechischer Fußballspieler
- Veleda, germanische SeherinVeleda

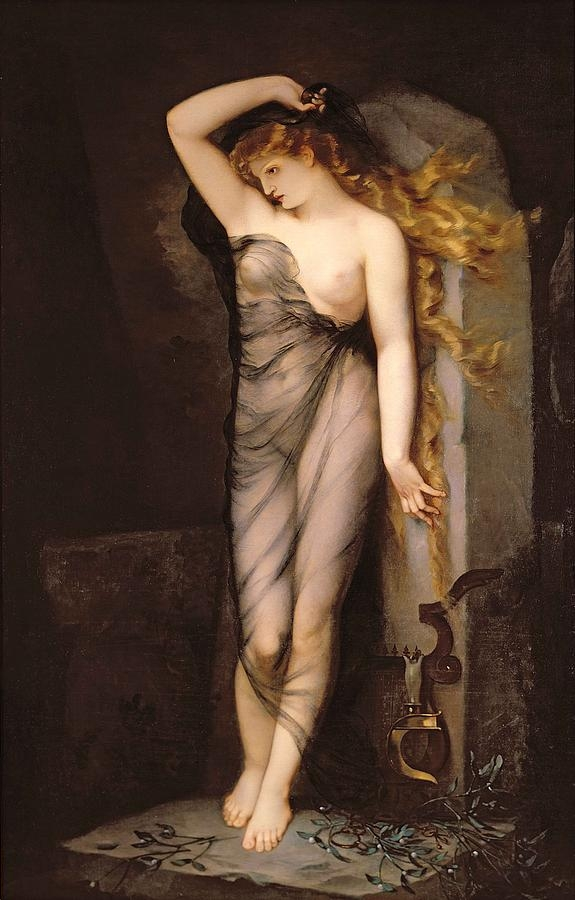
Veleda

- Veleda, Maria (1871–1955), portugiesische Lehrerin, Journalistin, feministische Aktivistin, Republikanerin und Spiritistin
- Velen, Adrian von, Domherr in Münster und Osnabrück
- Velen, Alexander Ferdinand von (1699–1745), Domherr in Münster
- Velen, Alexander I. von (1556–1630), Domherr in Münster und kaiserlicher Hofmarschall
- Velen, Alexander II. von (1599–1675), Feldmarschall der katholischen Liga im Dreißigjährigen Krieg
- Velen, Alexander III. von (1683–1733), kurpfälzischer General-Kommandeur
- Velen, Alexander Otto von (1657–1727), kaiserlicher Generalfeldmarschall und Gouverneur in der Provinz Limburg
- Velen, Anton Heinrich Hermann von (1678–1752), Domherr in Münster und Osnabrück
- Velen, Christoph Alexander von (1664–1725), Drost des Amtes Meppen und Domherr in Münster
- Velen, Christoph Otto von (1671–1733), kaiserlicher Generalfeldmarschall
- Velen, Dietrich Anton von (1643–1700), Dompropst in Münster
- Velen, Dietrich von (1591–1657), Drost des Emslandes und Gründer von Papenburg
- Velen, Ernst von (1600–1627), Domherr in Münster und Paderborn
- Velen, Ferdinand Gottfried von (1626–1685), kaiserlicher Kämmerer und Obrist
- Velen, Friedrich Christian von (* 1696), beigeordneter Drost des Amtes Meppen
- Velen, Hermann Anton Bernhard von (1698–1767), Drost des Amtes Meppen und Domherr in Münster
- Velen, Hermann der Ältere von (1516–1584), Kaiserlicher Hofmarschall und Landdrost in Meppen
- Velen, Hermann der Jüngere von (1544–1611), Kurfürstlicher Hofmarschall und Landdrost in Meppen
- Velen, Hermann Matthias von (1632–1681), Drost des Amtes Meppen
- Velen, Johannes von (1556–1616), Domherr in Münster sowie münsterischer Landrat
- Velen, Konrad von, gewählter Dompropst in Münster und Archidiakon in Bocholt
- Velen, Margaretha Theodora Agnes von (1668–1750), Äbtissin im Stift Nottuln
- Velen, Reiner der Jüngere von († 1561), Domherr in Münster
- Velen, Reiner von († 1537), Domherr in Münster
- Velen, Reiner von († 1526), Domherr in Münster
- Velencoso, Andrés (* 1978), spanischer Schauspieler und ModelAndrés Velencoso (* 1978)

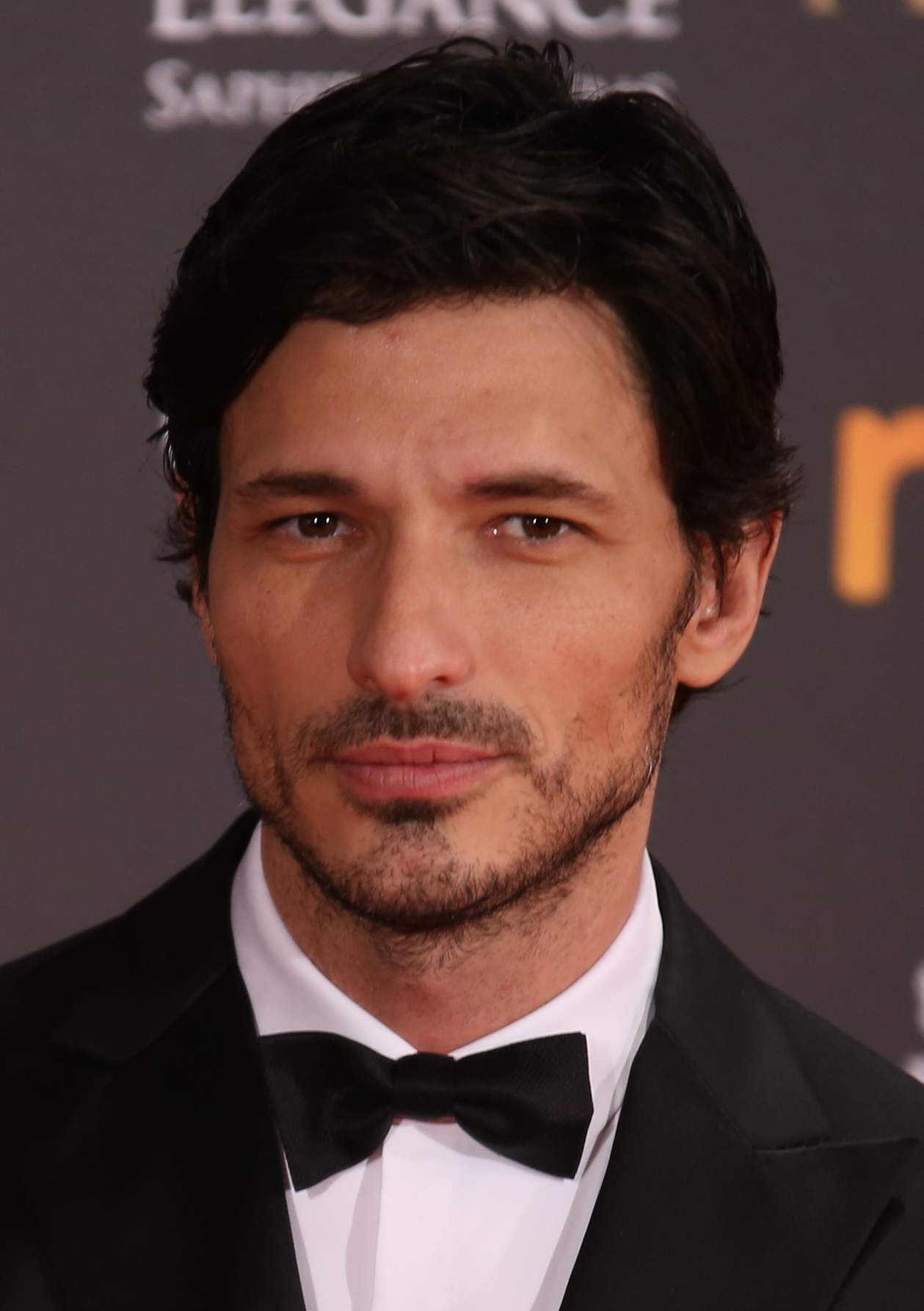
Andrés Velencoso (* 1978)

- Veleno, Joe (* 2000), kanadischer Eishockeyspieler
- Velenovský, Josef (1858–1949), tschechischer Botaniker und Philosoph
- Velenšek, Anamari (* 1991), slowenische Judoka
- Velensek, Konrad (1942–2024), deutscher Boxer
- Velepec, Jure (* 1965), jugoslawischer bzw. slowenischer Biathlet
- Velepec, Uroš (* 1967), slowenischer Biathlet
- Velesiotou, Fotini (* 1958), griechische Sängerin
- Velestinlis, Rigas (1757–1798), griechischer Schriftsteller und Revolutionär
- Veleta, Josef (1930–2011), österreichischer Politiker (SPÖ), Abgeordneter zum Nationalrat, Mitglied des Bundesrates
- Veletsos, Anestis S. (1927–2018), US-amerikanischer Ingenieur
- Velevska, Elena (* 1980), nordmazedonische Pop-Sängerin
- Vélez de Escalante, Silvestre (1750–1780), spanischer Franziskaner, Missionar und Entdecker
- Vélez de Guevara, Íñigo, Conde de Oñate (1566–1644), spanischer Staatsmann und Diplomat
- Vélez de Guevara, Luis (1579–1644), spanischer Dramatiker und Romancier
- Vélez García, José Mauricio (* 1964), kolumbianischer Geistlicher, römisch-katholischer Weihbischof in Medellín
- Vélez Isaza, Oscar José (* 1954), kolumbianischer Priester und Bischof von Valledupar
- Vélez Martínez, Arturo (1904–1989), mexikanischer Geistlicher, Bischof von Toluca
- Vélez Sársfield, Dalmacio (1800–1875), argentinischer Anwalt und Politiker
- Vélez, Bea (* 2004), spanische Fußballspielerin
- Vélez, David (* 1981), kolumbianischer Banker, Ingenieur und Unternehmer
- Velez, Edin (* 1951), puerto-ricanisch-US-amerikanischer Videokünstler und Drehbuchautor
- Vélez, Eduardo (* 1986), mexikanischer Bogenschütze
- Vélez, Eusebio (1935–2020), spanischer Radrennfahrer
- Vélez, Fermín (1959–2003), spanischer Automobilrennfahrer
- Vélez, Fran (* 1991), spanischer Fußballspieler
- Velez, Glen (* 1949), US-amerikanischer Jazz-Perkussionist und Komponist
- Vélez, Higinio (1947–2021), kubanischer Baseballspieler und -trainer
- Vélez, Humberto (* 1955), mexikanischer Schauspieler und Synchronsprecher
- Vélez, Íñigo (* 1982), spanischer Fußballspieler
- Vélez, Ion (* 1985), spanischer Fußballspieler
- Vélez, Jorge (1912–1970), mexikanischer Schauspieler und Filmproduzent
- Vélez, José (* 1951), spanischer Sänger
- Vélez, Julián Estiven (* 1982), kolumbianischer Fußballspieler
- Velez, Karyn (1990–2013), US-amerikanische Badmintonspielerin philippinischer Herkunft
- Vélez, Lauren (* 1964), US-amerikanische SchauspielerinLauren Vélez (* 1964)

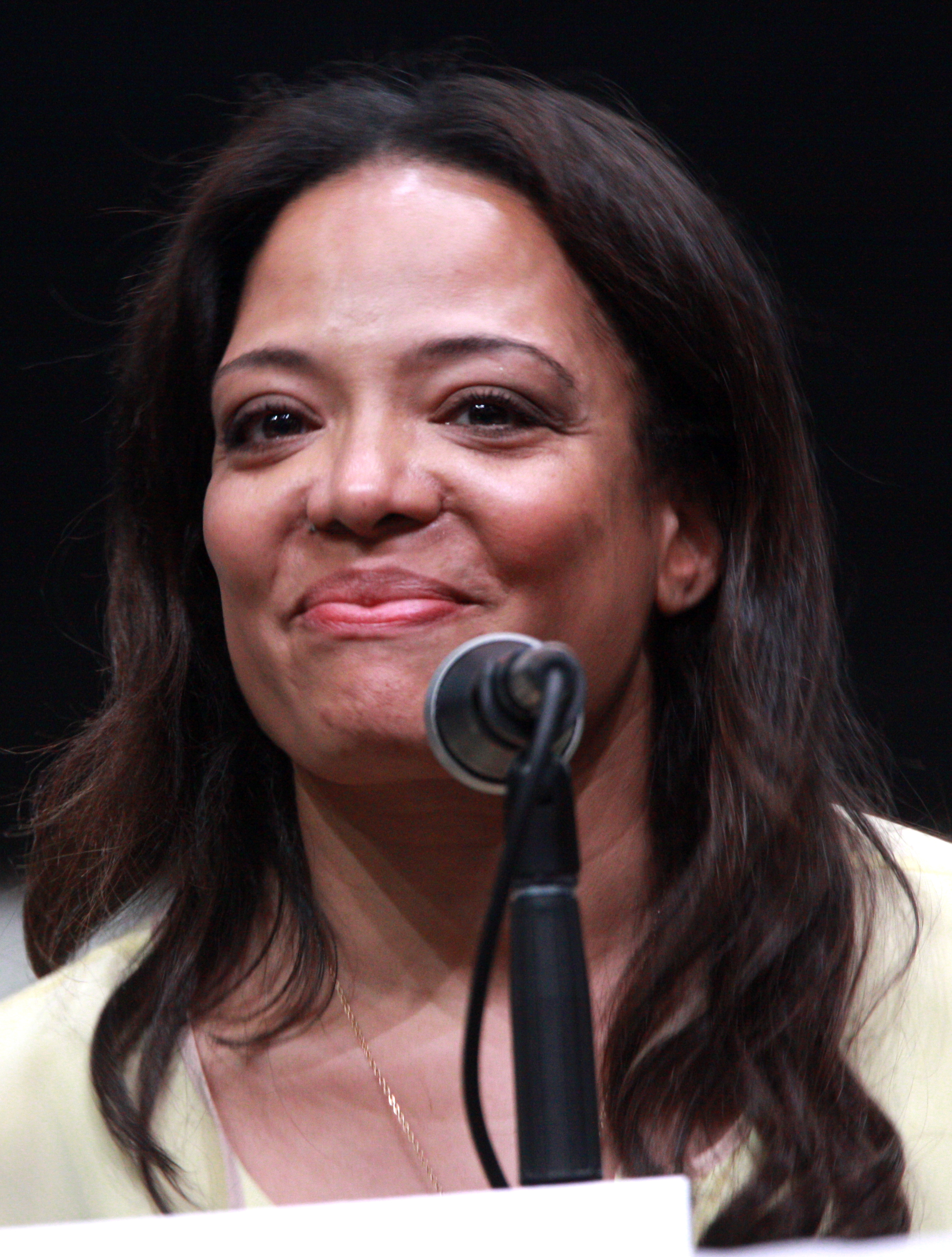
Lauren Vélez (* 1964)

- Vélez, Lupe (1908–1944), mexikanische Schauspielerin
- Vélez, Marco (* 1980), puerto-ricanischer Fußballspieler
- Veléz, Martha (* 1945), US-amerikanische Sängerin und Schauspielerin
- Vélez, Nicolás (* 1990), argentinischer Fußballspieler
- Vélez, Simón (* 1949), kolumbianischer Architekt
- Velez-Rodriguez, Argelia (* 1936), kubanisch-amerikanische Mathematikerin und Hochschullehrerin
- Velez-Zuzulová, Veronika (* 1984), slowakische Skirennläuferin

### Velg
- Velghe, Anne (* 1941), belgische Illustratorin, Grafikerin, Malerin und Autorin

### Velh
- Velhagen, August (1809–1891), deutscher Verleger
- Velhagen, Karl (1897–1990), deutscher Augenarzt und Hochschullehrer
- Velhagen, Philine (* 1972), deutsche Theaterregisseurin
- Velho Cabral, Gonçalo, portugiesischer Seefahrer und Entdecker
- Velhorn, Peter (1932–2016), deutscher Fußballspieler und -trainer

### Veli
- Veli Pascha von Delvina (1718–1763), albanischer Großgrundbesitzer und osmanischer Pascha
- Veli Pascha von Morea († 1822), osmanischer Staatsmann
- Veli, Ersin (* 1982), türkischer Fußballspieler
- Veliaj, Erion (* 1979), albanischer Politiker (PS)Erion Veliaj (* 1979)

Erion Veliaj (* 1979)

- Velibeşe, Zühtü Hilmi (1890–1961), türkischer Politiker
- Velić, Ermin (* 1959), jugoslawisch-französischer Handballspieler und -trainer
- Veliciu, Florin (* 1985), rumänischer Gewichtheber
- Velička, Andrius (* 1979), litauischer Fußballspieler
- Velička, Domininkas (1940–2022), litauischer Physiker und Politiker
- Velička, Marijus (* 1979), litauischer Politiker und Jurist
- Velička, Petr (* 1967), tschechischer Schachgroßmeister
- Veličkaitė-Matusevičė, Daiva (* 1976), litauische Politikerin, Vizeministerin für Umwelt
- Veličková, Martina (* 1989), slowakische Eishockeyspielerin
- Veličković, Miloš (* 1987), serbischer Radrennfahrer
- Veličković, Nenad (* 1962), bosnischer Schriftsteller und Literaturwissenschaftler
- Veličković, Novica (* 1986), serbischer Basketballspieler
- Veličković, Vladimir (1935–2019), jugoslawisch-französischer Maler
- Velický, Stanislav (* 1981), slowakischer Fußballspieler
- Velicu, Dorin (* 1986), rumänischer Skeletonsportler
- Velicu, Marian (1977–2024), rumänischer Boxer
- Velidi Togan, Zeki (1890–1970), Historiker, Turkologe, Anführer der baschkirischen Revolutions- und Befreiungsbewegung
- Velik, Marijan (* 1961), österreichischer Fußballspieler und Trainer
- Velikanović, Iso (* 1869), kroatischer Schriftsteller
- Velikić, Dragan (* 1953), serbischer Romancier, Essayist, Journalist und Botschafter
- Velikonis, Virmantas (1934–2012), litauischer Politiker und Agronom
- Velikonja, Etien (* 1988), slowenischer Fußballspieler
- Velikonja, Nataša (* 1967), slowenische Dichterin, Soziologin, Essayistin und Übersetzerin
- Velikovsky, Immanuel (1895–1979), russisch-amerikanischer Arzt, Psychoanalytiker und Chronologiekritiker
- Velile (* 1973), südafrikanische Musicaldarstellerin und Sängerin
- Velilla, Rodrigo (* 1989), argentinischer Schauspieler, Sänger und Tänzer
- Velim, Anton (1892–1954), österreichischer Maler
- Velimirovic, Dalibor (* 2001), österreichischer Fußballspieler
- Velimirović, Dragoljub (1942–2014), jugoslawischer, später serbischer Schachmeister
- Velimirović, Milan (1952–2013), serbischer Schachkomponist und Schachpublizist
- Velimirović, Nikolaj (1881–1956), orthodoxer BischofNikolaj Velimirović (1881–1956)

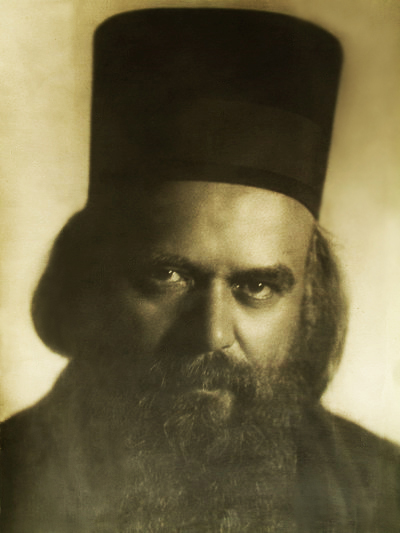
Nikolaj Velimirović (1881–1956)

- Velimirović, Petar (1848–1911), serbischer Politiker
- Velímský, Tomáš (* 1946), tschechischer Historiker
- Velin, Thomas (* 1975), dänischer Springreiter
- Veling, Zacharias, Jurist, Verwaltungsbeamter (Rat, Kanzler) und Diplomat
- Velioğlu, Hüseyin (1952–2000), türkischer Führer und Mitbegründer der Hizbullah (Türkei)
- Velioğlu, Taha Can (* 1994), türkischer Fußballspieler
- Veliotis, Nikos (* 1970), griechischer Musiker, Komponist und Cellist
- Velischek, Randy (* 1962), kanadischer Eishockeyspieler, -trainer und Sportkommentator
- Velisek, Gudrun (* 1941), österreichische Schauspielerin
- Velisek, Julian (* 2000), österreichischer Fußballspieler
- Velisek, Tom (* 1981), kanadischer Snowboarder
- Velits, Martin (* 1985), slowakischer Radrennfahrer
- Velits, Peter (* 1985), slowakischer Radrennfahrer
- Veliu, Mimoza (* 1979), nordmazedonische Fotografin
- Velius Fidus, Decimus, Konsul 144
- Velius Paulus, römischer Statthalter
- Velius Rufus, Decimus, römischer Konsul (178)
- Velius Rufus, Gaius, römischer Offizier (Kaiserzeit)
- Velius, Caspar Ursinus († 1539), Humanist, Dichter, Historiograph
- Velius, Johann (1545–1631), deutscher lutherischer Theologe
- Vėlius, Norbertas (1938–1996), litauischer Ethnograph
- Velivar, Berkay (* 1993), türkischer Fußballspieler
- Véliz, Alejo (* 2003), argentinischer Fußballspieler
- Véliz, Álvaro (* 1972), chilenischer Sänger
- Véliz, Leonardo (* 1945), chilenischer Fußballspieler

### Velj
- Veljanov, Alexander, mazedonisch-deutscher Sänger
- Veljanovski, Trajko (* 1962), nordmazedonischer Politiker
- Veljković, Miloš (* 1995), serbisch-schweizerischer Fussballspieler
- Veljković, Nataša (* 1968), serbische Pianistin
- Veljković, Stefana (* 1990), serbische Volleyballspielerin
- VelJohnson, Reginald (* 1952), amerikanischer SchauspielerReginald VelJohnson (* 1952)

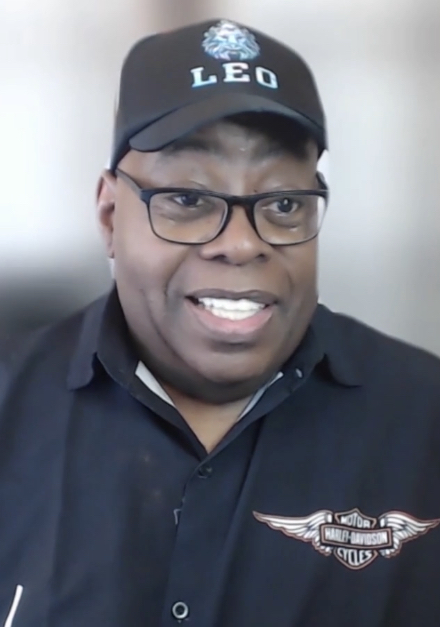
Reginald VelJohnson (* 1952)

- Veljović, Rade (* 1986), serbischer Fußballspieler

### Velk
- Velkaverh, Alja (* 1982), slowenische Flötistin
- Velke, Wilhelm (1854–1940), deutscher Historiker und Bibliothekar
- Velkeneers, Johnny (* 1950), belgischer Fußballspieler
- Velkoborský, Jan (* 1975), tschechischer Fußballspieler
- Velkos, Theodoros (* 1976), griechischer Badmintonspieler bulgarischer Herkunft
- Velkos, Vasilios, griechischer Badmintonspieler bulgarischer Herkunft
- Velkoski, Krste (* 1988), mazedonischer Fußballspieler
- Velkov, Kaloyan († 2020), Opfer des Anschlags in Hanau vom 19. Februar 2020
- Velkovski, Darko (* 1995), mazedonischer Fußballspieler
- Velkovski, Martin (* 1997), nordmazedonischer Handballspieler
- Velkovski, Stojan (1934–2019), jugoslawischer Fußballspieler

### Vell
- Vell, Hermann Joseph (1894–1965), deutscher Redemptoristen Pater und Widerstandskämpfer
- Vella, Adam (* 1971), australischer Sportschütze
- Vella, George (* 1942), maltesischer Politiker (MLP)
- Vella, Glen (* 1984), maltesischer Sänger
- Vella, Joseph (1942–2018), maltesischer Komponist und Dirigent
- Vella, Karmenu (* 1950), maltesischer Politiker (MLP)
- Vella, Kenneth (* 1970), maltesischer Badmintonspieler
- Vella, Loranne (* 1972), maltesische Schriftstellerin, Übersetzerin und Darstellerin
- Vella, Mario (* 1953), maltesischer Philosoph, Ökonom und Politiker
- Vella, Michelangelo (1710–1792), maltesischer Komponist, Organist und Musikpädagoge
- Vella, Raymond (* 1959), maltesischer Fußballspieler
- Vella, Silvio (* 1967), maltesischer Fußballspieler
- Vella, Terence (* 1990), maltesischer Fußballspieler
- Vella, Vinny (1947–2019), US-amerikanischer Schauspieler, Talkshow-Moderator und Comedian
- Vellani, Iman (* 2002), pakistanisch-kanadische Schauspielerin
- Vellar, Loris (* 1950), italienischer Eisschnellläufer
- Vellar, Massimo (* 1977), italienischer Skispringer
- Vellas, Spyros (1883–1950), griechischer Tauzieher und Leichtathlet
- Vellay, Rolf (1927–2001), deutscher Kommunist
- Velle, Louis (1926–2023), französischer Schauspieler und Drehbuchautor
- Velleius Paterculus, römischer Historiker
- Velleius Paterculus, Gaius, römischer Suffektkonsul 60
- Velleius Paterculus, Lucius, römischer Suffektkonsul 61
- Velleman, Anton (1875–1962), Schweizer Romanist, Hispanist, Dolmetscher und Lexikograf
- Velleman, J. David (* 1952), US-amerikanischer Philosoph
- Velleman, Selma (* 1922), niederländisches NS-Opfer
- Vellenga, Matthijs (* 1977), niederländischer Ruderer
- Veller, Kurt (* 1928), deutscher Badmintonspieler
- Veller, Willi (1896–1941), deutscher Politiker (NSDAP), MdR
- Vellés, Manuela (* 1987), spanische Schauspielerin
- Vellguth, Friedrich (1905–1989), deutscher Architekt und Hochschullehrer
- Vellguth, Hermann (1906–1966), deutscher Mediziner und „Rassenhygieniker“
- Vellguth, Klaus (* 1965), deutscher Theologe
- Vellguth, Leopold (1877–1946), deutscher Arzt und NS-„Rassenhygieniker“
- Vellingk, Mauritz (1651–1727), schwedischer Diplomat, Geheimrat, General und Generalgouverneur von Bremen-Verden
- Vellingk, Otto (1649–1708), schwedischer General und Geheimrat
- Vellios, Apostolos (* 1992), griechischer Fußballspieler
- Velliste, Trivimi (* 1947), estnischer Politiker, Mitglied des Riigikogu
- Vellmer, Erich (1910–1990), deutscher Theologe
- Vellocatus, Ehemann von Cartimandua
- Vellon, José Luis (* 1954), puerto-ricanischer Boxer
- Vellonen, Viljo (1920–1995), finnischer Skilangläufer
- Vellones, Pierre (1889–1939), französischer Komponist
- Velloso de Barros, Osvaldo (1908–1996), brasilianischer Fußballtorhüter
- Velloso, Wagner Fernando (* 1968), brasilianischer Fußballspieler
- Velluti, Donato (1313–1370), florentinischer Politiker und Chronist
- Velluti, Giovanni Battista (1780–1861), italienischer Opernsänger (Kastrat/Mezzosopran) in ItalienGiovanni Battista Velluti (1780–1861)

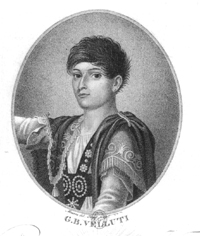
Giovanni Battista Velluti (1780–1861)

- Velly, Joseph (1938–2016), französischer Radrennfahrer

### Velm
- Velmans, Max (* 1942), britischer Psychologe, Vertreter der Philosophie des Geistes und Hochschullehrer
- Velmans, Tania (1925–2022), französische Kunsthistorikerin und Byzantinistin
- Velmar-Janković, Svetlana (1933–2014), jugoslawische bzw. serbische Schriftstellerin und Journalistin
- Velmede, Everhard von († 1508), Domherr in Münster
- Velmeke, Anke (* 1963), deutsche Autorin
- Velmelage, Hermann (1875–1948), deutscher Tierarzt

### Velo
- Velo, Maks (1935–2020), albanischer Maler, Architekt und Schriftsteller
- Velo, Marco (* 1974), italienischer Radrennfahrer
- Velonis, Anthony (1911–1997), amerikanischer Grafiker
- Veloo, Ravi (* 1959), singapurischer Journalist und Schriftsteller
- Velopoulos, Kyriakos (* 1965), griechischer Politiker, Abgeordneter des griechischen Parlaments und Vorsitzender der Partei Elliniki Lysi
- Veloso, Ana (* 1964), deutsche Schriftstellerin
- Veloso, António (* 1957), portugiesischer Fußballspieler
- Veloso, António Matos (1923–2014), portugiesischer Architekt
- Veloso, Caetano (* 1942), brasilianischer Sänger, Komponist und LiedermacherCaetano Veloso (* 1942)

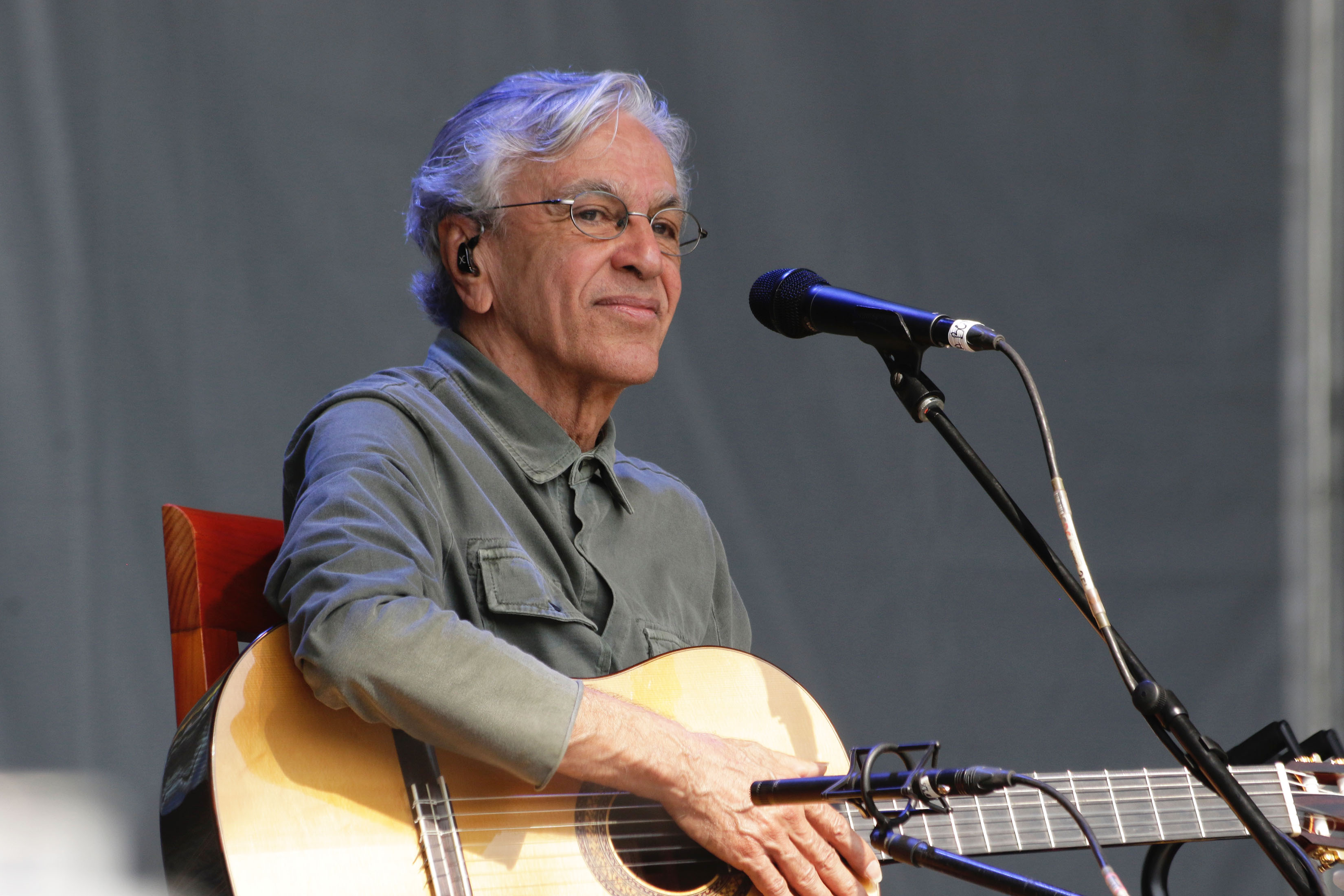
Caetano Veloso (* 1942)

- Veloso, Eurico dos Santos (1933–2023), brasilianischer Geistlicher, Alterzbischof von Juiz de Fora
- Veloso, Fellipe (* 1994), brasilianischer Fußballspieler
- Veloso, Fiorella (* 2002), paraguayische Speerwerferin
- Veloso, Guy (* 1969), brasilianischer Dokumentarfotograf und Hochschullehrer
- Veloso, José Fernandes (1916–2006), brasilianischer Geistlicher, römisch-katholischer Bischof von Petrópolis
- Veloso, Juliana (* 1980), brasilianische Wasserspringerin
- Veloso, Leonardo Henrique (* 1987), brasilianischer Fußballspieler
- Veloso, Leoncio (1897–1971), chilenischer Fußballspieler
- Veloso, Manuela (* 1957), portugiesisch-US-amerikanische Informatikerin
- Veloso, Miguel (* 1986), portugiesischer Fußballspieler
- Veloso, Nery (* 1987), chilenischer Fußballspieler
- Veloso, Regina (1939–2024), portugiesische Schwimmerin
- Veloso, Rui (* 1957), portugiesischer Sänger, Komponist und Gitarrist
- Velotti, Agustín (* 1992), argentinischer Tennisspieler
- Velotto, Alessandro (* 1995), italienischer Wasserballspieler
- Velouchiotis, Aris (1905–1945), griechischer Partisan, Führungspersönlichkeit des kommunistischen Flügels der griechischen Partisanenbewegung im Zweiten WeltkriegAris Velouchiotis (1905–1945)

Aris Velouchiotis (1905–1945)

- Veloulis, Dimitrios, griechischer Marathonläufer
- Velour, Sasha (* 1987), US-amerikanische Comiczeichnerin und Dragqueen
- Veloz Maggiolo, Marcio (1936–2021), dominikanischer Schriftsteller, Archäologe, Anthropologe, Diplomat und Politiker

### Velp
- Velpeau, Alfred Armand (1795–1867), französischer Anatom und Chirurg

### Vels
- Velschen, Anna von, Berner Notable und Stifterin
- Velschow, Hans Mathias (1796–1862), dänischer Historiker und Politiker, Mitglied des Folketing
- Velsen, Adri van (* 1946), niederländischer Tenorsaxophonist und Musikpädagoge
- Velsen, Clemens von (1905–1983), deutscher Bergbauingenieur und Manager
- Velsen, Dorothee von (1883–1970), deutsche Schriftstellerin und Frauenrechtlerin
- Velsen, Engelbert von (1793–1868), Reformierter Geistlicher und Superintendent in Unna
- Velsen, Friedrich von (1871–1953), deutscher Verwaltungsjurist
- Velsen, Gustav von (1847–1923), preußischer Oberberghauptmann
- Velsen, Max von (1854–1935), deutscher Unternehmer in der Textilindustrie
- Velsen, Otto von (1869–1945), deutscher Bergbeamter und Unternehmer
- Velsen, Ria van (* 1943), niederländische Schwimmerin
- Velsen, Wilhelm von (1828–1894), preußischer Bergrat in Dortmund
- Velsen, Wilma van (* 1964), niederländische Schwimmerin
- Velser, Michel, Verfasser einer Übersetzung des Reiseberichts des Jean de Mandeville ins Deutsche
- Velsinger, Paul (1939–2023), deutscher Volkswirtschaftler, Rektor der Universität Dortmund
- Velsius, Justus, niederländischer Humanist, Mediziner und Philologe
- Velsker, Mart (* 1966), estnischer Literaturwissenschaftler und Kritiker
- Velstein, Heinrich der Jüngere († 1611), deutscher Philosoph
- Velstein, Hermann († 1635), deutscher Konsistorialrat und Schulrektor

### Velt
- Velta, Rune (* 1989), norwegischer Skispringer
- Velte, Eugen Werner (1923–1984), deutscher Komponist
- Velte, Heinrich (1782–1861), Landtagsabgeordneter Herzogtum Nassau
- Velte, Heinrich Friedrich (1863–1940), deutscher Politiker (DVP), Postagent
- Velte, Inge (1936–2021), deutsche Politikerin (CDU), MdL
- Velte, Jan (* 1976), deutscher Rollhockeyspieler
- Velte, Jutta (* 1957), deutsche Politikerin (Bündnis 90/Die Grünen), MdL
- Velte, Olaf (* 1960), deutscher Schriftsteller
- Velte, Patrick (* 1980), deutscher Ökonom
- Veltée, Claudius († 1918), österreichischer Theaterbetreiber, Kinopionier, Filmregisseur, Filmproduzent und Drehbuchautor
- Velten, Carl (1862–1935), deutscher Linguist und Spezialist für ostafrikanische Sprachen
- Velten, Catharina, deutsche Schauspielerin und Theaterdirektorin
- Velten, Geoffroy (1831–1915), französischer Politiker
- Velten, Hans Rudolf (* 1961), deutscher Mediävist und Literaturwissenschaftler
- Velten, Heinz (1935–2015), deutscher Maler, Grafiker und Hochschullehrer
- Velten, Johann (1807–1883), deutscher Maler
- Velten, Johannes (* 1640), deutscher Schauspieler
- Velten, Klaus (* 1978), deutscher Fernseh-Koch
- Velten, Maria (1916–2008), deutsche Giftmörderin
- Velten, Till (* 1961), deutsch-schweizerischer Künstler
- Velten, Wilhelm (1847–1929), russisch-deutscher Maler
- Velten-Tönnies, Elke (* 1953), deutsche Juwelierin
- Veltens, Johan Diderik Cornelis (1814–1894), niederländischer Maler, Zeichner und Lithograf
- Velter, Boris (* 1967), deutscher Kommunal- und Landespolitiker (SPD)
- Velter, Robert (1909–1991), französischer Comiczeichner
- Velthaus, Wilhelm (1886–1934), deutscher Lehrer und Politiker
- Veltheim, August von (1741–1801), deutscher Mineraloge
- Veltheim, Carl August von (1718–1781), kurfürstlich braunschweigisch-lüneburgischer Generalleutnant
- Veltheim, Charlotte von (1832–1911), deutsche Domina, Vereinsgründerin und Krankenhausstifterin
- Veltheim, Franz von (1785–1839), deutscher Gutsbesitzer und Oberberghauptmann
- Veltheim, Hans von (1798–1868), deutscher Forstmann, Politiker und braunschweigischer Hofbeamter
- Veltheim, Hans von (1818–1854), braunschweigischer Kammerherr sowie dramatischer Dichter
- Veltheim, Hans-Hasso von (1885–1956), deutscher Anthroposoph, Privatgelehrter und WeltreisenderHans-Hasso von Veltheim (1885–1956)

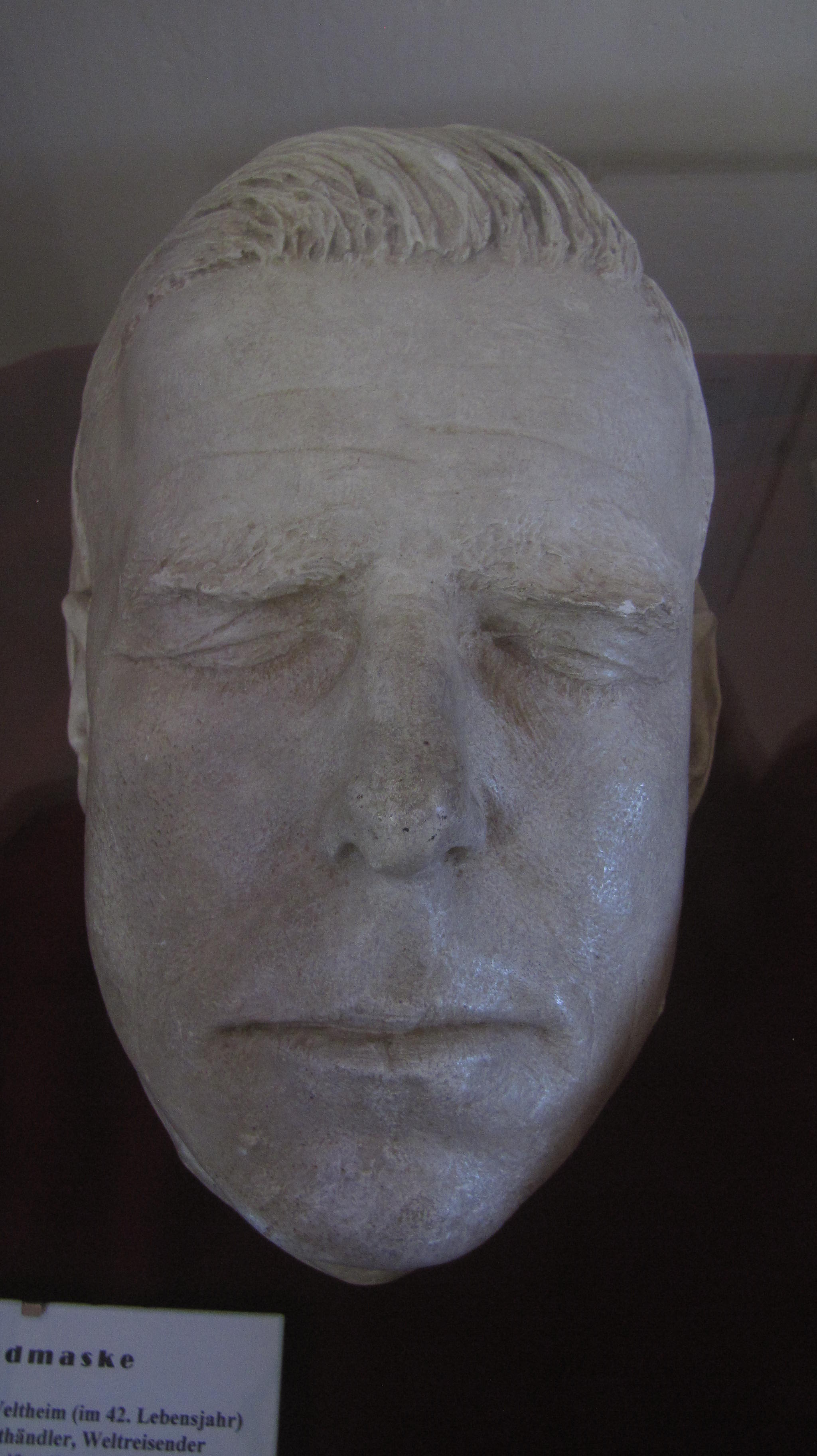
Hans-Hasso von Veltheim (1885–1956)

- Veltheim, Heinrich Adrian von (1673–1709), deutscher Adliger
- Veltheim, Johann August von (1754–1829), deutscher Offizier in britischen Diensten
- Veltheim, Josias von (1696–1747), Kammerjunker, Erbküchenmeister, Erbschenk und Komtur
- Veltheim, Ludolf von (1924–2007), deutscher Landwirt und Sportfunktionär
- Veltheim, Röttger von (1781–1848), Gutsbesitzer
- Veltheim, Valentin (1645–1700), deutscher Moralphilosoph und lutherischer Theologe
- Veltheim, Werner Graf von (1785–1860), braunschweigischer Staatsminister und Forstmeister
- Veltheim, Werner I. von, deutscher Adliger des Mittelalters
- Veltheim, Werner von (1843–1919), Schlosshauptmann von Schloss Königs Wusterhausen und preußischer Politiker
- Velthooven, Simon van (* 1988), neuseeländischer Bahnradsportler
- Velthoven, Bas van (* 1985), niederländischer Schwimmer
- Velthoven, Julia van (* 1994), niederländische Leichtathletin
- Velthuijs, Max (1923–2005), niederländischer Autor und Zeichner
- Velthuizen, Piet (* 1986), niederländischer Fußballtorhüter
- Velthusen, Johann Kaspar (1740–1814), deutscher evangelischer Theologe
- Velthuysen, Bernhard (1881–1969), deutscher Jurist
- Veltin, Christian (1867–1952), deutscher Politiker (Zentrum), MdR
- Veltin, Franz-Josef (1924–2010), deutscher Winzer und Politiker (CDU), MdL
- Veltin, Matthias (* 1961), deutscher Diplomat
- Veltins, Rosemarie (1938–1994), deutsche Unternehmerin
- Veltins, Susanne (* 1960), deutsche UnternehmerinSusanne Veltins (* 1960)

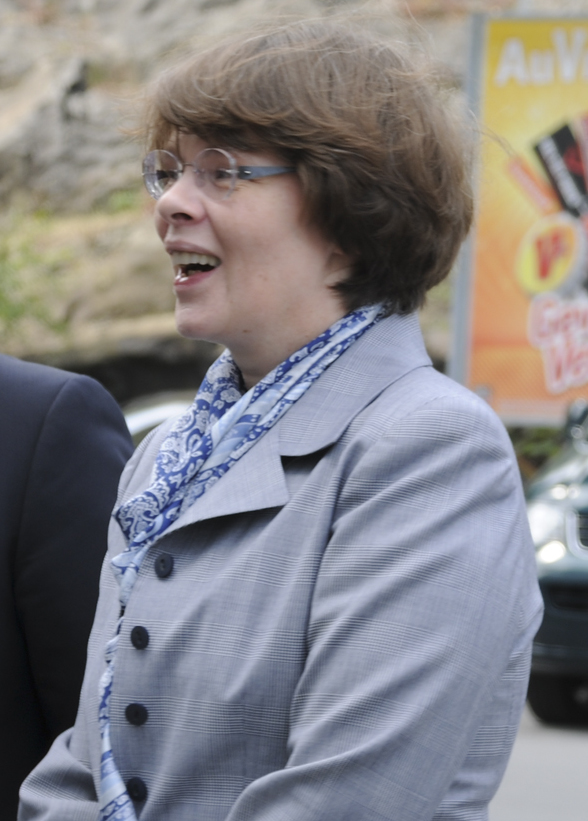
Susanne Veltins (* 1960)

- Veltjens, Joseph (1894–1943), deutscher Jagdflieger im Ersten Weltkrieg
- Veltkamp, Udo (1910–1988), deutscher Verwaltungsbeamter
- Veltman, Gerhart (1871–1945), deutscher Reichsgerichtsrat
- Veltman, Joël (* 1992), niederländischer Fußballspieler
- Veltman, Joris (* 1971), niederländischer Molekular- und Humangenetiker
- Veltman, Karl (1833–1911), deutscher Reichsgerichtsrat
- Veltman, Kelsey (* 1996), kanadische Volleyballspielerin
- Veltman, Martinus J. G. (1931–2021), niederländischer Physiker und Nobelpreisträger für Physik 1999
- Veltman, Michael (* 1960), deutscher Komponist und Organist
- Veltman, Philipp (1859–1916), deutscher Verwaltungsjurist, preußischer Kommunalpolitiker, Oberbürgermeister von Aachen
- Veltman, Rens (* 1952), österreichischer Künstler
- Veltmann, Hermann (1837–1924), Historiker und Archivdirektor
- Veltmann, Jakob († 1620), Abt des Benediktinerklosters Liesborn
- Veltmann, Till (* 1977), deutscher Rechtsanwalt, Repetitor und Sachbuchautor
- Veltmann, Wilhelm (1832–1902), deutscher Mathematiker und Physiker
- Veltri, Giuseppe (* 1958), italienischer Judaist
- Veltroni, Walter (* 1955), italienischer Politiker, Mitglied der Camera dei deputati, MdEP und JournalistWalter Veltroni (* 1955)

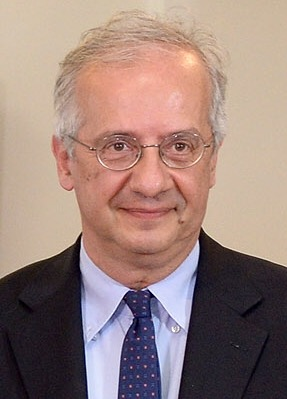
Walter Veltroni (* 1955)

- Veltšmíd, Lukáš (* 1992), tschechischer Unihockeyspieler
- Veltzé, Alois (1864–1927), österreichischer Offizier, Archivar und Historiker

### Velu
- Velu, Lucienne (1902–1998), französische Diskuswerferin, Kugelstoßerin und Sprinterin
- Velut, François-Marie (* 1948), französischer Mönch; Generalminister des Kartäuserordens
- Velutini, Julio Herrera (* 1971), internationaler Bankier

### Velv
- Velvere, Līga (* 1990), lettische Leichtathletin
- Velvet (* 1975), schwedische Popsängerin
- Velvet, Steve van (* 1969), österreichischer Musikproduzent, Komponist und Songwriter
- Velveteen Dream (* 1995), US-amerikanischer WrestlerVelveteen Dream (* 1995)

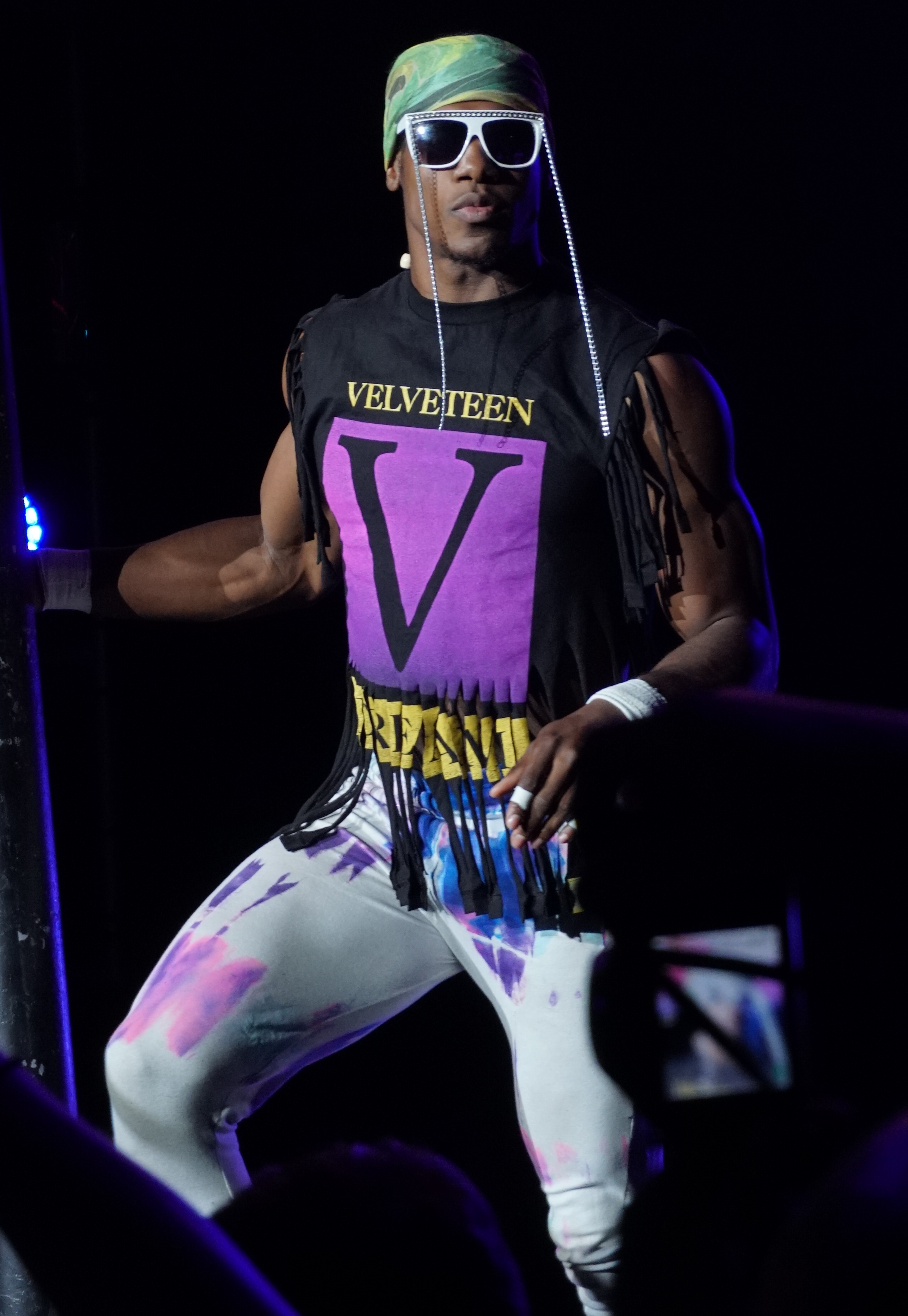
Velveteen Dream (* 1995)

### Vely
- Vely-Jungkenn, Friedrich von (1802–1887), deutscher Rittergutsbesitzer, Politiker und Autor
- Velykis, Rimantas (1955–2025), litauischer Politiker
- Velyky, Oleg (1977–2010), ukrainischer und deutscher Handballspieler
- Vėlyvis, Stasys (1938–2023), litauischer Jurist, Rechtswissenschaftler, Professor für Zivil-, Zivilprozessrecht an der Universität Vilnius und an Mykolo Romerio universitetas (MRU)

### Velz
- Velz, Alfons (* 1951), belgischer Politiker
- Velzeboer, Michelle (* 2003), niederländische Shorttrackerin
- Velzeboer, Xandra (* 2001), niederländische Shorttrackerin
- Velzen, Annie van (1894–1967), niederländische Widerstandskämpferin im Zweiten Weltkrieg, Inspektorin der Kinderpolitie
- Velzi, Giuseppe Maria (1767–1836), italienischer Dominikaner, Bischof und Kardinal
- Velžys, Kazimieras (* 1938), litauischer Politiker, Bürgermeister der Rajongemeinde Varėna (1995–1997)